# Машхур Хасан Салман
Машху́р Ха́сан Салма́н (араб. مشهور حسن سلمان‎) — известный иорданский салафитский богослов, один из учеников Насируддина аль-Албани.
Машхур Хасан Салман родился в 1960 году в Палестине. В 1966 году его семья была вынуждена переселиться в город Амман (Иордания). Среднее образование Машхур получил в Иордании, в 1979 году поступил в университет на факультет шариата по специальности «фикх и его основы». Самыми близкими его наставниками стали Насируддин аль-Албани и Мустафа аз-Зарка.
Первые салафиты Иордании были небольшой группой друзей, которые в конце 1960-х годов ездили в соседнюю Сирию и обучались у Насируддина аль-Албани. Они стали «первой волной» салафитов в стране. «Вторая волна» салафитов (Али Хасан аль-Халяби, Салим аль-Хиляли и др.) возникла в конце 1970-х годов, когда аль-Албани переселился в Иорданию из Сирии. В 1985 году к ним присоединился и Машхур Хасан Салман, который покинул ряды Братьев-мусульман.
Машхур Хасан Салман был одним из основателей газеты «аль-Асала», а после смерти аль-Албани он вместе с другими учениками открыл центр (марказ) его имени.